# Torneo de Dubái
El Torneo de Dubái, oficialmente Dubai Duty Free Tennis Championships, es un torneo oficial profesional de tenis de la categoría ATP 500, que se realiza en Dubái, Emiratos Árabes Unidos, sobre pista dura. En categoría femenina, a partir del 2015, el torneo alterna cada año de categoría con el Torneo de Catar, siendo los años nones WTA 1000 y los años pares WTA 500.
Desde el año 1993 está incluido en el calendario del circuito ATP y desde el 2001 en el de la WTA. Los tenistas que más veces lo han ganado son, en hombres, Roger Federer con ocho títulos y, en mujeres, Justine Henin con cuatro títulos. Fuera de los Grand Slam y Masters Series es el torneo de tenis que más dinero reparte.

## Historia
El Dubai Duty Free Tennis Championships se celebró por primera vez en 1993 como un torneo ATP de categoría 250. Su primera sede fue un complejo provisional en el Aviation Club de Dubái, con gradas temporales que acogían a unos 3.000 espectadores. En 1996, el torneo se trasladó al recién inaugurado Dubai Duty Free Tennis Stadium, un recinto permanente con capacidad para 5.000 personas, ubicado dentro del mismo club. Desde entonces, este estadio se ha mantenido como sede oficial del evento.
La competición femenina fue añadida en 2001, inicialmente bajo la categoría WTA Tier II, lo que permitió consolidar el evento como uno de los más relevantes del calendario tenístico en Medio Oriente. Desde 2015, la categoría del torneo femenino alterna anualmente con el Torneo de Catar: en los años impares se disputa como WTA 1000, y en los años pares como WTA 500.
El Dubai Duty Free Tennis Championships ha sido distinguido en múltiples ocasiones por la ATP y la WTA por su calidad organizativa y hospitalidad. En 2005, se convirtió en uno de los primeros torneos fuera de los Grand Slams en ofrecer igualdad de premios en metálico para ambos géneros, sumándose así al Abierto de Australia y al Abierto de Estados Unidos.
El torneo se celebra bajo el patrocinio de Su Alteza el jeque Mohammed bin Rashid Al Maktoum, vicepresidente y primer ministro de los Emiratos Árabes Unidos, así como emir de Dubái.

## Palmarés

### Individual masculino
| Año  | Campeón             | Subcampeón            | Resultado        |
| ---- | ------------------- | --------------------- | ---------------- |
| 1993 | Karel Nováček       | Fabrice Santoro       | 6-4, 7-5         |
| 1994 | Magnus Gustafsson   | Sergi Bruguera        | 6-4, 6-2         |
| 1995 | Wayne Ferreira      | Andrea Gaudenzi       | 6-3, 6-3         |
| 1996 | Goran Ivanišević    | Albert Costa          | 6-4, 6-3         |
| 1997 | Thomas Muster       | Goran Ivanišević      | 7-5, 7-6(3)      |
| 1998 | Alex Corretja       | Félix Mantilla        | 7-6(0), 6-1      |
| 1999 | Jérôme Golmard      | Nicolas Kiefer        | 6-4, 6-2         |
| 2000 | Nicolas Kiefer      | Juan Carlos Ferrero   | 7-5, 4-6, 6-3    |
| 2001 | Juan Carlos Ferrero | Marat Safin           | 6-2, 3-1, ret.   |
| 2002 | Fabrice Santoro     | Younes El Aynaoui     | 6-4, 3-6, 6-3    |
| 2003 | Roger Federer       | Jiří Novák            | 6-1, 7-6(2)      |
| 2004 | Roger Federer       | Feliciano López       | 4-6, 6-1, 6-2    |
| 2005 | Roger Federer       | Ivan Ljubičić         | 6-1, 6-7(6), 6-3 |
| 2006 | Rafael Nadal        | Roger Federer         | 2-6, 6-4, 6-4    |
| 2007 | Roger Federer       | Mikhail Youzhny       | 6-4, 6-3         |
| 2008 | Andy Roddick        | Feliciano López       | 6-7(8), 6-4, 6-2 |
| 2009 | Novak Djokovic      | David Ferrer          | 7-5, 6-3         |
| 2010 | Novak Djokovic      | Mikhail Youzhny       | 7-5, 5-7, 6-3    |
| 2011 | Novak Djokovic      | Roger Federer         | 6-3, 6-3         |
| 2012 | Roger Federer       | Andy Murray           | 7-5, 6-4         |
| 2013 | Novak Djokovic      | Tomáš Berdych         | 7-5, 6-3         |
| 2014 | Roger Federer       | Tomáš Berdych         | 3-6, 6-4, 6-3    |
| 2015 | Roger Federer       | Novak Djokovic        | 6-3, 7-5         |
| 2016 | Stanislas Wawrinka  | Marcos Baghdatis      | 6-4, 7-6(13)     |
| 2017 | Andy Murray         | Fernando Verdasco     | 6-3, 6-2         |
| 2018 | Roberto Bautista    | Lucas Pouille         | 6-3, 6-4         |
| 2019 | Roger Federer       | Stefanos Tsitsipas    | 6-4, 6-4         |
| 2020 | Novak Djokovic      | Stefanos Tsitsipas    | 6-3, 6-4         |
| 2021 | Aslán Karatsev      | Lloyd Harris          | 6-3, 6-2         |
| 2022 | Andrey Rublev       | Jiří Veselý           | 6-3, 6-4         |
| 2023 | Daniil Medvédev     | Andrey Rublev         | 6-2, 6-2         |
| 2024 | Ugo Humbert         | Aleksandr Búblik      | 6-4, 6-3         |
| 2025 | Stefanos Tsitsipas  | Félix Auger-Aliassime | 6-3, 6-3         |

### Individual femenino
| Año  | Campeona            | Subcampeona          | Resultado        |
| ---- | ------------------- | -------------------- | ---------------- |
| 2001 | Martina Hingis      | Nathalie Tauziat     | 6-4, 6-4         |
| 2002 | Amélie Mauresmo     | Sandrine Testud      | 6-4, 7-6(3)      |
| 2003 | Justine Henin       | Monica Seles         | 4-6, 7-6(4), 7-5 |
| 2004 | Justine Henin       | Svetlana Kuznetsova  | 7-6(3), 6-3      |
| 2005 | Lindsay Davenport   | Jelena Janković      | 6-4, 3-6, 6-4    |
| 2006 | Justine Henin       | María Sharápova      | 7-5, 6-2         |
| 2007 | Justine Henin       | Amélie Mauresmo      | 6-4, 7-5         |
| 2008 | Elena Dementieva    | Svetlana Kuznetsova  | 4-6, 6-3, 6-2    |
| 2009 | Venus Williams      | Virginie Razzano     | 6-4, 6-2         |
| 2010 | Venus Williams      | Victoria Azarenka    | 6-3, 7-5         |
| 2011 | Caroline Wozniacki  | Svetlana Kuznetsova  | 6-1, 6-3         |
| 2012 | Agnieszka Radwańska | Julia Görges         | 7-5, 6-4         |
| 2013 | Petra Kvitová       | Sara Errani          | 6-2, 1-6, 6-1    |
| 2014 | Venus Williams      | Alizé Cornet         | 6-3, 6-0         |
| 2015 | Simona Halep        | Karolína Plíšková    | 6-4, 7-6(4)      |
| 2016 | Sara Errani         | Barbora Strýcová     | 6-0, 6-2         |
| 2017 | Elina Svitólina     | Caroline Wozniacki   | 6-4, 6-2         |
| 2018 | Elina Svitólina     | Daria Kasátkina      | 6-4, 6-0         |
| 2019 | Belinda Bencic      | Petra Kvitová        | 6-3, 1-6, 6-2    |
| 2020 | Simona Halep        | Elena Rybakina       | 3-6, 6-3, 7-6(5) |
| 2021 | Garbiñe Muguruza    | Barbora Krejčíková   | 7-6(6), 6-3      |
| 2022 | Jeļena Ostapenko    | Veronika Kudermétova | 6-0, 6-4         |
| 2023 | Barbora Krejčíková  | Iga Świątek          | 6-4, 6-2         |
| 2024 | Jasmine Paolini     | Anna Kalinskaya      | 4-6, 7-5, 7-5    |
| 2025 | Mirra Andreeva      | Clara Tauson         | 7-6(1), 6-1      |

### Dobles masculino
| Año  | Campeones                            | Subcampeones                         | Resultado            |
| ---- | ------------------------------------ | ------------------------------------ | -------------------- |
| 1993 | John Fitzgerald Anders Järryd        | Grant Connell Patrick Galbraith      | 6-2, 6-1             |
| 1994 | Todd Woodbridge Mark Woodforde       | Darren Cahill John Fitzgerald        | 6-7, 6-4, 6-2        |
| 1995 | Grant Connell Patrick Galbraith      | Tomás Carbonell Francisco Roig       | 6-2, 4-6, 6-3        |
| 1996 | Grant Connell Byron Black            | Karel Nováček Jiří Novák             | 6-0, 6-1             |
| 1997 | Sander Groen Goran Ivanišević        | Sandon Stolle Cyril Suk              | 7-6, 6-3             |
| 1998 | Mahesh Bhupathi Leander Paes         | Donald Johnson Francisco Montana     | 6-2, 7-5             |
| 1999 | Wayne Black Sandon Stolle            | David Adams John-Laffnie de Jager    | 4-6, 6-1, 6-4        |
| 2000 | Jiří Novák David Rikl                | Robbie Koenig Peter Tramacchi        | 6-2, 7-5             |
| 2001 | Joshua Eagle Sandon Stolle           | Daniel Nestor Nenad Zimonjić         | 6-4, 6-4             |
| 2002 | Mark Knowles Daniel Nestor           | Joshua Eagle Sandon Stolle           | 3-6, 6-3, [13-11]    |
| 2003 | Leander Paes David Rikl              | Wayne Black Kevin Ullyett            | 6-3, 6-0             |
| 2004 | Mahesh Bhupathi Fabrice Santoro      | Jonas Björkman Leander Paes          | 6-2, 4-6, 6-4        |
| 2005 | Martin Damm Radek Štěpánek           | Jonas Björkman Fabrice Santoro       | 6-2, 6-4             |
| 2006 | Paul Hanley Kevin Ullyett            | Mark Knowles Daniel Nestor           | 1-6, 6-2, [10-1]     |
| 2007 | Fabrice Santoro Nenad Zimonjić       | Mahesh Bhupathi Radek Štěpánek       | 7-5, 6-7, [10-7]     |
| 2008 | Mahesh Bhupathi Mark Knowles         | Martin Damm Pavel Vízner             | 7-5, 7-6(7)          |
| 2009 | Rik de Voest Dmitri Tursúnov         | Martin Damm Robert Lindstedt         | 4-6, 6-3, [10-5]     |
| 2010 | Simon Aspelin Paul Hanley            | Lukáš Dlouhý Leander Paes            | 6-2, 6-3             |
| 2011 | Sergiy Stajovski Mijaíl Yuzhny       | Jérémy Chardy Feliciano López        | 4-6, 6-3, [10-3]     |
| 2012 | Mahesh Bhupathi Rohan Bopanna        | Mariusz Fyrstenberg Marcin Matkowski | 6-4, 3-6, [10-5]     |
| 2013 | Mahesh Bhupathi Michaël Llodra       | Robert Lindstedt Nenad Zimonjić      | 7-6(6), 7-6(6)       |
| 2014 | Aisam Qureshi Rohan Bopanna          | Daniel Nestor Nenad Zimonjić         | 6-4, 6-3             |
| 2015 | Rohan Bopanna Daniel Nestor          | Aisam Qureshi Nenad Zimonjić         | 6-4, 6-1             |
| 2016 | Simone Bolelli Andreas Seppi         | Feliciano López Marc López           | 6-2, 3-6, [14-12]    |
| 2017 | Jean-Julien Rojer Horia Tecău        | Rohan Bopanna Marcin Matkowski       | 4-6, 6-3, [10-3]     |
| 2018 | Jean-Julien Rojer Horia Tecău        | James Cerretani Leander Paes         | 6-2, 7-6(2)          |
| 2019 | Rajeev Ram Joe Salisbury             | Ben McLachlan Jan-Lennard Struff     | 7-6(4), 6-3          |
| 2020 | John Peers Michael Venus             | Raven Klaasen Oliver Marach          | 6-3, 6-2             |
| 2021 | Juan Sebastián Cabal Robert Farah    | Nikola Mektić Mate Pavić             | 7-6(0), 7-6(4)       |
| 2022 | Tim Puetz Michael Venus              | Nikola Mektić Mate Pavić             | 6-3, 6-7(5), [16-14] |
| 2023 | Maxime Cressy Fabrice Martin         | Lloyd Glasspool Harri Heliövaara     | 7-6(2), 6-4          |
| 2024 | Tallon Griekspoor Jan-Lennard Struff | Ivan Dodig Austin Krajicek           | 6-4, 4-6, [10-6]     |
| 2025 | Yuki Bhambri Alexei Popyrin          | Harri Heliövaara Henry Patten        | 3-6, 7-6(12), [10-8] |

### Dobles femenino
| Año  | Campeonas                               | Subcampeonas                          | Resultado           |
| ---- | --------------------------------------- | ------------------------------------- | ------------------- |
| 2001 | Yayuk Basuki Caroline Vis               | Asa Svensson Karina Habšudová         | 6-0, 4-6, 6-2       |
| 2002 | Barbara Rittner María Vento             | Sandrine Testud Roberta Vinci         | 6-3, 6-2            |
| 2003 | Svetlana Kuznetsova Martina Navratilova | Cara Black Elena Likhovtseva          | 6-3, 7-6(7)         |
| 2004 | Janette Husárová Conchita Martínez      | Svetlana Kuznetsova Elena Likhovtseva | 6-0, 1-6, 6-3       |
| 2005 | Virginia Ruano Paola Suárez             | Svetlana Kuznetsova Alicia Molik      | 6-7(7), 6-2, 6-1    |
| 2006 | Květa Peschke Francesca Schiavone       | Svetlana Kuznetsova Nadia Petrova     | 3-6, 7-6(1), 6-3    |
| 2007 | Cara Black Liezel Huber                 | Svetlana Kuznetsova Alicia Molik      | 7-6(6), 6-4         |
| 2008 | Cara Black Liezel Huber                 | Zi Yan Jie Zheng                      | 7-5, 6-2            |
| 2009 | Cara Black Liezel Huber                 | María Kirilenko Agnieszka Radwańska   | 6-3, 6-3            |
| 2010 | Nuria Llagostera María José Martínez    | Květa Peschke Katarina Srebotnik      | 7-6(5), 6-4         |
| 2011 | Liezel Huber María José Martínez        | Květa Peschke Katarina Srebotnik      | 7-6(5), 6-3         |
| 2012 | Liezel Huber Lisa Raymond               | Sania Mirza Elena Vesnina             | 6-2, 6-1            |
| 2013 | Bethanie Mattek-Sands Sania Mirza       | Nadia Petrova Katarina Srebotnik      | 6-4, 2-6, [10-7]    |
| 2014 | Alla Kudryavtseva Anastasia Rodionova   | Raquel Kops-Jones Abigail Spears      | 6-2, 5-7, [10-8]    |
| 2015 | Tímea Babos Kristina Mladenovic         | Garbiñe Muguruza Carla Suárez         | 6-3, 6-2            |
| 2016 | Chia-Jung Chuang Darija Jurak           | Caroline Garcia Kristina Mladenovic   | 6-4, 6-4            |
| 2017 | Ekaterina Makarova Elena Vesnina        | Andrea Hlaváčková Shuai Peng          | 6-2, 4-6, [10-7]    |
| 2018 | Hao-Ching Chan Zhaoxuan Yang            | Su-Wei Hsieh Shuai Peng               | 4-6, 6-2, [10-6]    |
| 2019 | Su-Wei Hsieh Barbora Strýcová           | Lucie Hradecká Ekaterina Makarova     | 6-4, 6-4            |
| 2020 | Su-Wei Hsieh Barbora Strýcová           | Barbora Krejčíková Saisai Zheng       | 7-5, 3-6, [10-5]    |
| 2021 | Alexa Guarachi Darija Jurak             | Xu Yifan Zhaoxuan Yang                | 6-0, 6-3            |
| 2022 | Veronika Kudermétova Elise Mertens      | Lyudmyla Kichenok Jeļena Ostapenko    | 6-1, 6-3            |
| 2023 | Veronika Kudermétova Liudmila Samsónova | Hao-Ching Chan Yung-Jan Chan          | 6-4, 6-7(4), [10-1] |
| 2024 | Storm Hunter Kateřina Siniaková         | Nicole Melichar Ellen Perez           | 6-4, 6-2            |
| 2025 | Kateřina Siniaková Taylor Townsend      | Su-Wei Hsieh Jelena Ostapenko         | 7-6(5), 6-4         |